# Brancourt-le-Grand
Brancourt-le-Grand es una comuna francesa, situada en el departamento de Aisne, de la región de Alta Francia.

## Demografía
| 739 | 706 | 618 | 577 | 569 | 636 | 626 | 585 |
| Para los censos de 1962 a 1999 la población legal corresponde a la población sin duplicidades (Fuente: INSEE [Consultar]) |     |     |     |     |     |     |     |